# День окупації Латвійської Республіки
День окупації Латвійської Республіки (латис. Latvijas Republikas okupācijas diena) — день пам’яті в Латвії, який ушановується 17 червня. Встановлений на спомин про 17 червня 1940 року, коли Радянський Союз окупував Латвію. Став офіційним днем пам'яті 18 травня 2000 р.
Приклад такого дня в Латвії став прецедентом. 2010 року тимчасовий президент Молдови Міхай Гімпу запровадив День радянської окупації на згадку про «радянську окупацію» 28 червня 1940, але Конституційний суд Молдови 12 липня 2010 скасував його указ. Цей приклад наслідувала Грузія, оголосивши 25 лютого Днем радянської окупації на спомин про вторгнення Червоної Армії в Грузію 1921 року.

## Історія
У ніч на 15 червня 1940 року радянські прикордонники напали на латвійських. Унаслідок зіткнення загинули троє латвійських прикордонників та дружина керівника варти, а 10 прикордонників і 16 цивільних осіб радянські прикордонники взяли в заручники. Ця подія увійшла в історію як прикордонний інцидент у Масленьках.
Наступного дня, 16 червня, нарком закордонних справ Радянського Союзу В'ячеслав Молотов зачитав ультиматум послу Латвії в Москві підполковнику Фріцісу Коціньшу, вимагаючи відставки латвійського уряду та допуску в Латвію необмеженого контингенту радянських військ. Погодившись із умовами цього ультиматуму, латвійський уряд тим самим дозволив Червоній Армії вступити в Латвію. Вранці 17 червня радянські війська перетнули латвійський кордон, захопивши мости, пошту, телеграф, телефонні і радіомовні станції. Того ж дня заступник голови Ради народних комісарів СРСР Андрій Вишинський представився президенту Карлісу Улманісу як спеціальний радянський посланник. Латвія потрапила під повний контроль іноземної армії, а латвійський уряд утратив дієздатність. Ситуацію в країні контролювало посольство СРСР у Ризі. Це було порушенням міжнародного права, а також порушенням попередніх угод. Того дня розпочалась окупація, яка тривала в Латвії 50 років.
Через два дні Вишинський знову відвідав Улманіса, цього разу, щоб передати попередньо затверджений Москвою список нових членів уряду Латвії. Незабаром латвійські державні управлінці були зміщені та замінені радянськими кадрами, водночас 34 250 латвійців було депортовано або вбито, а Латвію було включено до складу Радянського Союзу у вигляді Латвійської Радянської Соціалістичної Республіки.